# Farshad Pious
Farshad Pious (en persa: فرشاد پیوس‎; Teherán, Irán; 12 de enero de 1962) es un exfutbolista y entrenador de fútbol de Irán que jugaba en la posición de delantero.

## Carrera

### Club
| Periodo   | Club              |
| --------- | ----------------- |
| 1980–1983 | Rah Ahan FC       |
| 1983–1984 | Shahin FC         |
| 1984–1985 | Nirooye Havaei FC |
| 1985–1988 | Persepolis FC     |
| 1988–1989 | Al-Ahli Doha      |
| 1989–1997 | Persepolis FC     |

### Selección nacional
Debutó con Irán el 25 de junio de 1984 en un partido amistoso ante China, participó en dos ediciones de la Copa Asiática y en tres de los Juegos Asiáticos, ganando la medalla de oro en la edición de 1990. Se retiraría de la selección nacional el 9 de octubre de 1994 en los Juegos Asiáticos de 1994 ante Yemen. Jugó en 34 partidos y anotó 18 goles,

### Entrenador
| Periodo   | Club                           |
| --------- | ------------------------------ |
| 2002–2003 | Shahid Ghandi Yazd             |
| 2004–2005 | Shamoushak Noshahr             |
| 2005–2007 | Tractor Sazi FC                |
| 2007–2008 | Homa FC                        |
| 2009      | Bargh Shiraz FC                |
| 2010–2012 | Gol Gohar FC                   |
| 2012–2013 | Sanat Sari FC                  |
| 2014      | Khoneh Be Khoneh Mazandaran FC |
| 2015      | Parseh Tehran FC               |
| 2016      | Sepidrood Rasht FC             |
| 2019–2020 | Chooka Talesh FC               |
| 2020–2021 | Vista Toorbin FC               |
| 2021–2022 | Shahrdari Astara FC            |

## Logros

### Jugador
Persepolis
- Liga Azadegan: 1995–96, 1996–97
- Copa Hazfi: 1987–88, 1991–92
- Liga de la Provincia de Teherán: 1986–87, 1987–88, 1989–90, 1990–91
- Copa Hazfi de Teherán: 1986–87
- Asian Cup Winners' Cup: 1990–91

Irán
- Asian Games Gold Medal: 1990

### Entrenador
Shahid Ghandi Yazd
- Iran Second Division: 2002–03

Khoneh Be Khoneh Mazandaran
- Iran Third Division: 2013–14

Sepidrood
- Iran Second Division: 2015–16

Chooka Talesh
- Iran Second Division: 2019–20

### Individual
- Goleador de los Asian Games: 1990
- Goleador de la Liga Azadegan: 1991–92, 1994–95
- Goleador de la Liga de la Provincia de Teherán: 1986–87, 1987–88, 1988–89, 1990–91, 1991–92
- Goleador de la Qatar Stars League: 1988-89
- Mejor entrenador de la Segunda División de Irán: 2015–16